# عيسي شاندرا موسكوفيتش
عيسي شاندرا موسكوفيتش (بالإنجليزية: Isa Chandra Moskowitz)‏ هي مؤلفة وطاهية أمريكية، ولدت في 3 فبراير 1973 في بروكلين في الولايات المتحدة.

## وصلات خارجية
- الموقع الرسمي